# O Solar
O Solar, bzw. Solar, ist ein Weiler in der Parroquia San Pedro de Viana im Municipio (galicisch Concello) Chantada (Comarca Chantada, Provinz Lugo, Autonome Gemeinschaft Galicien).

## Lage und Infrastruktur
O Solar liegt an der LU-P 1805, über die man in südwestlicher Richtung Viana und in nördlicher Richtung Vilar de Eiriz erreicht, das zur Parroquia San Xillao do Mato gehört.
Umgeben ist der Weiler von Landwirtschaftsflächen. Südlich verläuft der Río Asma, nördlich der Río Comezo.